# Вітрит (петрологія)
У цього терміна існують інші значення, див. Вітрит (значення).

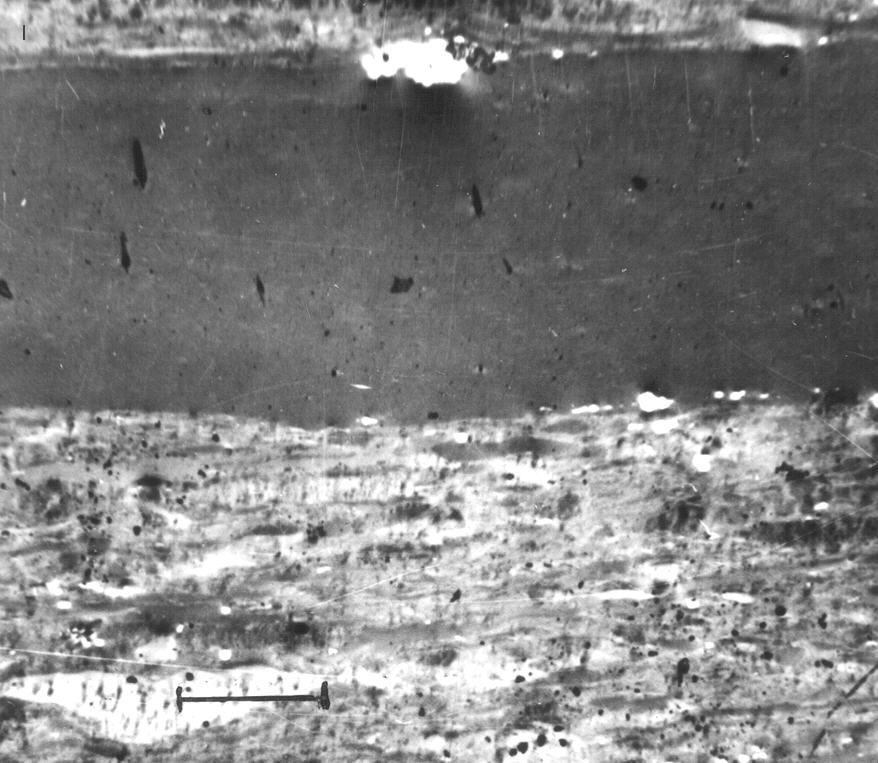
Вітрит неструктурований: антрацит. Відбите поляризоване світло. Стан згасання. Шкала 0,02 мм

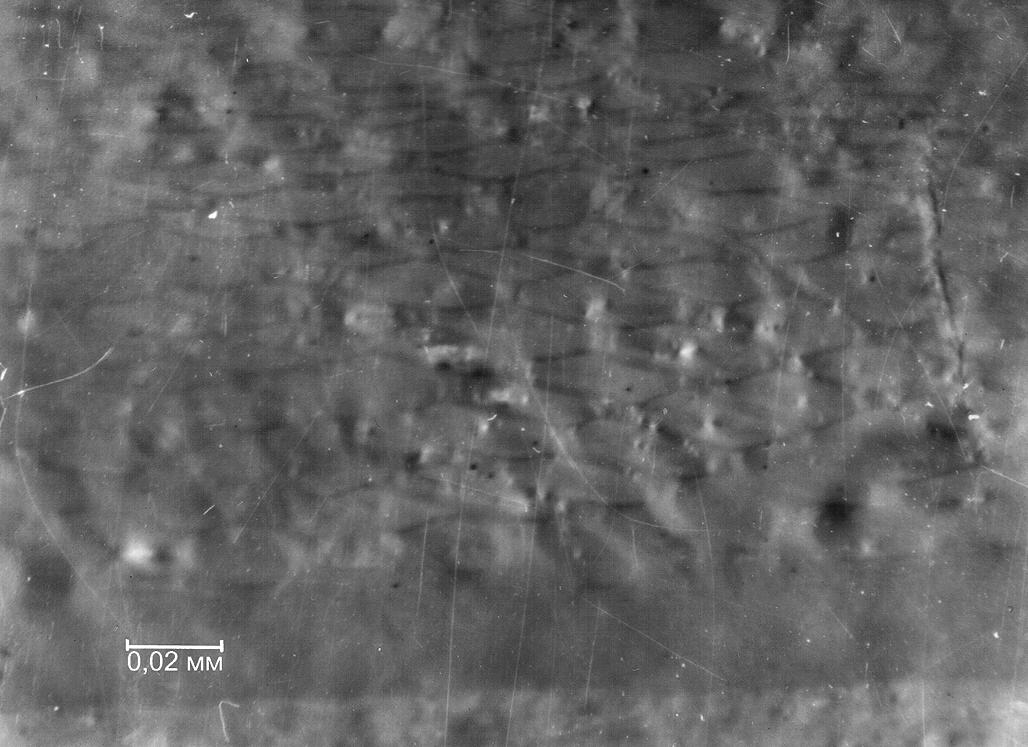
Вітрит структурований

Вітрит (рос. витрит, англ. vitrite, нім. Vitrit m) — мономацеральний мікролітотип, що містить мінімум 95 % вітринітових мацералів, з яких найчастіше зустрічається мацерал колотелініт.

## Загальна характеристика
Термін введений Генрі Потоньє (1924 р.). З 1955 р. за рішенням Міжнародного комітету з петрології вугілля і органічної речовини (МКПВОР) термін застосовується для позначення мікролітотипа, який в основному складається з вітриніту.
В. є найбільш однорідним мікролітотипом вугілля. Розрізняють два типи В. — з чарунковою структурою і без неї. Структурований В. складається з телініту, іноді разом з корпогелінітом. Неструктурований може включати колотелініт, колодетриніт і гелініт.

## Фізичні властивості
За фізичними властивостями, зокрема флуоресціюючою здатністю, твердістю адекватний вітриніту. Мікротвердість і міцність В. (за Віккерсом) залежить від ступеня вуглефікації. Від молодого вугілля до антрациту В. змінює свої фізичні властивості від пластичних до еластичних (Альперн, 1956 р.). Окиснений В. також еластичний (Нанді і інш., 1977 р.). Міцність варіює між 25 і 80 кг/мм2. Мінімум відповідає 90 % С. Коефіцієнт мікротвердості, міцність і модуль Юнга залежать від ступеня вуглефікації. Густина В. варіює від 1,27 до 1,7 г/см³ в залежності від ступеня вуглефікації. Мінімум відповідає 87 % С.

## Походження
Велика частина В. походить від деревних залишків. У середньовуглефікованому вугіллі можна розрізнити різні рослинні тканини, особливо після травлення. Високий вміст В. характерний для умов вологих лісових боліт. Розкладання лігніну і целюлози відбувається в анаеробному середовищі (Діссель, 1992 р.). Невеликі включення спориніту або інертодетриніту всередині В. свідчать про детритове (уламкове) походження. В. м'якого бурого вугілля утворюється з гумусових колоїдів, які формуються в процесі торфоутворенне і вітринітизації рослин. Ці колоїди заповнюють порожнини або пустоти. Сингенетичні мінеральні домішки (глинисті мінерали, сульфіди, карбонати) вказують на підводне відкладення різного окиснювально-відновного потенціалу.

## Розповсюдження
В. — основний мікролітотип блискучого вугілля (вітрен). Найчастіше він зустрічається у вугіллі кам'яновугільного періоду в північній півкулі (мінімум 40-50 % за об'ємом), рідше — у вугіллі пермсько-кам'яновугільного періоду південної півкулі (20-30 % за об'ємом) або пластах крейди в Північній Америці (Е.Штах і інш., 1982 р.). У вугіллі середнього ступеня вуглефікації третинного періоду вміст В. може перевищити 80 % (за об'ємом) (Рамірес Кастро, 1980 р.). У глинистих сланцях і алевролітах В. може зустрічатися у великих кількостях, якщо процес відкладення поблизу берега йшов швидко.

## Технологічні властивості
В. є основним реакційно здатним мікролітотипом в багатьох технологічних процесах типу коксування, газифікації, спалення і зрідження, хоч його реакційна здатність залежить від ступеня вуглефікації. В. можна співвіднести з морфотипами напівкоксу, отриманого після спалення, а саме з так званими крассі-сферами і тенюі-сферами (Розенберг і інш., 1996 р.). В. — це основне джерело природного газу первинного походження.

## Походження слова
vitrum (лат.) — скло.

## Синоніми
Мікровітрен (Кейді, 1942 р.), антраксилон (Тіссен, 1920 р.).